# Dysganus
Dysganus byl rod býložravého, možná ceratopsidního dinosaura, který žil v období svrchní křídy na západě severoamerického kontinentu. Jeho fosilie byly objeveny a popsány již roku 1876 z americké Montany (souvrství Judith River). Všechny zkameněliny mají podobu pouze izolovaných zubů, takže jde o nepříliš dobře ustavené taxony. Mohlo by jít také o zkameněliny neurčeného kachnozobého dinosaura.
Paleontolog Edward Drinker Cope popsal hned čtyři druhy rodu Dysganus: D. encaustus, D. bicarinatus, D. peiganus a D. haydenianus. Je ale prakticky jisté, že všechny taxony nejsou platné, poslední z nich je navíc kombinací zubů jakéhosi blíže neurčeného hadrosaurida a ceratopsida.